# Alfajarín
Alfajarín (aragónul Alfacharín) település Spanyolországban,  Zaragoza tartományban. Alfajarín az aragóniai község spanyol és a hivatalos neve, aragóniai nyelven (nyelvjárásban) Alfacharín. Alfajarín El Burgo de Ebro, Farlete, Nuez de Ebro, Pastriz, La Puebla de Alfindén, Villafranca de Ebro, Villamayor de Gállego és Perdiguera községekkel határos. Lakosainak száma 2415 fő (2024).

## Népesség
A település lakosságának változását az alábbi diagram mutatja:
| Lakosok száma | 1538 | 1742 | 1963 | 2053 | 2259 | 2250 | 2288 | 2315 | 2434 | 2415 |
|               | 2001 | 2004 | 2007 | 2009 | 2012 | 2014 | 2017 | 2019 | 2022 | 2024 |